# 엄기학
엄기학(嚴基鶴, 1957년  ~ )는 대한민국의 군인이다. 제47대 제3야전군사령관이다.

## 학력
- 육군사관학교 37기
- 육군포병학교 수료
- 육군보병학교 수료

## 경력
- 제65동원보병사단 185연대 연대장 (대령)
- 제205특공여단장 준장
- 제3야전군사령부 작전처장
- 수도기계화보병사단장
- 합동참모본부 작전기획부장,작전부장
- 제1군단장
- 합동참모본부 작전본부장
- 제3야전군사령관
- 국제개발협력단체 NGO 월드투게더 회장
- (사)한반도발전전략연구원 안보특별위원장
- 한국군사학회 고문

## 같이 보기
- 김영식
- 박지만
- 박찬주
- 신원식
- 양종수
- 전인범